# Ils ont cloné Tyrone
Pour plus de détails, voir Fiche technique et Distribution.
Ils ont cloné Tyrone (They Cloned Tyrone) est un film américain réalisé par Juel Taylor et  sortie en 2023. Il est diffusé en exclusivité sur Netflix

## Synopsis
Un trio improbable — Fontaine, Slick Charles et Yo-Yo — se retrouve au cœur d'une série d'événements étranges liés à une horrible et mystérieuse conspiration gouvernementale.

## Fiche technique
Sauf indication contraire, les informations mentionnées dans cette section peuvent être confirmées par la base de données cinématographiques IMDb,  présente dans la section « Liens externes ».
- Titre original : They Cloned Tyrone
- Titre français : Ils ont cloné Tyrone
- Réalisation : Juel Taylor
- Scénario : Juel Taylor et Tony Rettenmaier
- Musique : Pierre Charles et Desmond Murray
- Décors : Franco-Giacomo Carbone
- Costumes : n/a
- Photographie : Ken Seng
- Montage : Saira Haider
- Production : Jamie Foxx, Charles D. King, Stephen "Dr" Love, Tony Rettenmaier, Kim Roth, Juel Taylor et Datari Turner

Producteurs délégués : Poppy Hanks, Monte Lipman, James Lopez, Jack L. Murray, George Parra, Dana Sano et Mark R. Wright
- Sociétés de production : Federal Films, MACRO Media et Made With Love Media
- Société de distribution : Netflix
- Budget : n/a
- Pays de production :  États-Unis
- Langue originale : anglais
- Format : couleur
- Genre : science-fiction, comédie, thriller
- Durée : 122 minutes
- Dates de sortie[1] :
  - États-Unis : 14 juin 2023 (American Black Film Festival (en))
  - Monde : 21 juillet 2023 (Netflix)
- Classification[2] :
  - États-Unis : R

## Distribution
- John Boyega (VF : Diouc Koma) : Fontaine
- Teyonah Parris (VF : Fily Keita) : Yo-Yo
- Jamie Foxx (VF : Jean-Baptiste Anoumon) : Slick Charles
- Kiefer Sutherland (VF : Serge Biavan) : Nixon
- Joshua Mikel (VF : Gauthier Battoue) : DJ Strangelove
- J. Alphonse Nicholson (VF : Mohad Sanou) : Isaac
- David Alan Grier (VF : Christophe Peyroux) : le prédicateur
- Tamberla Perry (VF : Corinne Wellong) : Biddy
- Eric Robinson Jr. (VF : Eilias Changuel) : Big Moss
- Leon Lamar (VF : Rody Benghezala) : Frog

## Production
Le projet démarre sous la forme d'un script spéculatif écrit par Juel Taylor et Tony Rettenmaier, qui figure ensuite sur le sondage annuel The Black List recensant les meilleurs scénarios en attente d'acquéreur. En février 2019, il est annoncé que Brian Tyree Henry est en discussions pour le rôle principal, alors que Juel Taylor fera ses débuts de réalisateur. En octobre 2019, John Boyega rejoint le film dans le rôle principal, initialement prévu pour Brian Tyree Henry. Les droits de distribution sont acquis par Netflix. Jamie Foxx et Teyonah Parris rejoignent le film en décembre 2020.
Le tournage débute en décembre 2020 à Atlanta,. Les prises de vues durent jusqu’en mars 2021.